# Deschiderea Sokolski
Deschiderea Sokolski (numită și „deschiderea Orangutan”) este o deschidere în șah care începe cu mutarea 1. b2-b4. 
Este numită după Aleksei Sokolski⁠(d), care a investigat această deschidere. Anterior, mișcarea 1. b2-b4 a fost folosită de Savielly Tartakower⁠(d), care i-a dat numele amuzant „Deschiderea Orangutanului”. Este numită așa după ce maestrul a vizitat Bronx Zoo și a văzut un urangutan pe nume Susan. A două zi el a jucat 1.b4 și-a dedicat jocul lui Susan.Inclusă inițial în categoria deschiderilor „greșite”, în publicațiile pre-revoluționare, se numește „deschiderea lui Bugaev”, după numele șahistului rus care a folosit-o pentru prima dată. În prezent, această deschidere nu se mai joacă aproape niciodată în turneele mari de șah.

## Variante
- Opțiunea Gambit 1. b2-b4 e7-e5 2. Bc1-b2 f7-f6 3. e2-e4 Bf8xb4 4. Bf1-c4
- Opțiunea 1. ... e7-e5 2. Bc1-b2 f7-f6 3. b4-b5 d7-d5 4. e2-e3
- Opțiune de schimb 
  - 1. ... e7-e5 2. Bc1-b2 Bf8xb4 3. Bb2xe5
  - 1. ... e7-e5 2. Bc1-b2 d7-d5 3. Bb2xe5 Kb8-c6 5. Be5-b2 Kc6xb4
- Opțiunea 1. ... e7-e5 2. Bc1-b2 d7-d6
- Indiana veche 1. ... Kg8-f6 2. Bc1-b2 g7-g6
- Indiana damei 1. ... Kg8-f6 2. Bc1-b2 e7-e6 3. b4-b5 b7-b6
- Opțiunea principală 
  - 1. ... Kg8-f6 2. Bc1-b2 d7-d5 3. e2-e3
  - 1. ... Kg8-f6 2. Bc1-b2 e7-e6 3. b4-b5
- O variantă cu dezvoltarea unui nebun pe f5 1. ... d7-d5 2. Bc1-b2 Bc8-f5
- Sistemul de ieșire a damei la a doua mișcare 
  - 1. ... d7-d5 2. Bc1-b2 Qd8-d6
  - Varianta poloneză[3] 1. ... c7-c6 2. Bc1-b2 Qd8-b6
- Varianta olandeză 1. ... f7-f5 2. Bc1-b2 Kg8-f6